# Kopcsány
Kopcsány (szlovákul Kopčany) község Szlovákiában, a Nagyszombati kerületben, a Szakolcai járásban.

## Fekvése
Szakolcától 10 km-re délnyugatra, a cseh határ mellett fekszik.

## Története
A régészeti leletek tanúsága szerint már az i. e. 2000 körüli időben is éltek itt emberek. A későbbi korokból, az i. e. 1000 körüli időből hamvasztásos sírok kerültek elő. Az i. e. 800 és 400 közötti időben a hallstatti kultúra népének települése állt itt. A Nagymorva Birodalom idején két korai szláv település állt a község területén.
A birtokot a 12. század végén III. Béla adománylevelében említik először, melyben a területet lányának, Konstancának adja. Faluként 1392-ben szerepel először, a holicsi vár tartozéka és így a Stíbor családé volt. A család kihalása után 1434-ben a tulajdon a királyra szállt. Luxemburgi Zsigmond halála után Albert király a birtokot Schlik Gáspár királyi kancellárnak adja, aki azonban hamarosan a Pongrácz családnak adja el. 1489-től a holicsi uradalom a Czobor család zálogbirtoka lett. A 15. században vámszedőhely volt. 1532-ben Czobor Gáspár 9 portát bír a községben, egy szegény, egy elpusztult és egy adómentességet élvező portával és egy majorral. 1554-től a 18. századig a Révay és Bakics családoké. A 16. században habánok telepednek le a községben. A 17. század elején Kopcsány közepes nagyságú település templommal. 1752-ben 140 család élt a településen. 1787-ben 1322-en lakták. 1828-ban 274 házában 1913 lakos élt.
Vályi András szerint "KOPCSÁN. Tót falu Nyires Várm. földes Ura a’ F. Király, lakosai katolikusok, fekszik Holicshoz nem meszsze, és annak filiája, határja ollyan, mint Kattónak."
Fényes Elek 1851-ben kiadott geográfiai szótárában így ír a községről: "Kopcsán, Nyitra vm. tót falu, Holicstól délre 1/2 órányira, szinte a Morva vizénél: 1430 kath., 256 evang., 81 zsidó lak. Dohánytermesztés; sok kertek; szép erdők. De legfőbb nevezetessége a cs. k. ménesben áll, hol az udvar számára igen erős, tartós kocsilovak neveltetnek. A csődörök vagy ménlovak nagyobb részt tiszta angol, azután arabs, nápolyi, török származásuak. Filialisa ezen ménesnek Gődingben Morvaországban van (ez is császári családjószág), s a csikók is ott tartatnak. Említésre méltó továbbá a vadkácsa-tó, a Morva vize mellett, egy fűzfáktól benőtt környékben. Ebben olly számos kacsák tanyáznak, hogy gyakran egy nap 100-150 darab is megfogatik (hálóval). A feleslegest az urasági erdőszségi hivatal kótyavetyén szokta eladni. F. u. ő cs. k. felsége."  Archiválva 2007. szeptember 27-i dátummal a Wayback Machine-ben
A trianoni békeszerződésig Nyitra vármegye Szakolcai járásához tartozott.

## Népessége
| Év:            | 1994. | 2004.   | 2014.   | 2024.   |
| -------------- | ----- | ------- | ------- | ------- |
| Emberek száma: | 2422  | 2584    | 2580    | 2553    |
| Eltérés:       |       | +6,68 % | -0,15 % | -1,04 % |

| Év:            | 2023. | 2024.   |
| -------------- | ----- | ------- |
| Emberek száma: | 2567  | 2553    |
| Eltérés:       |       | -0,54 % |

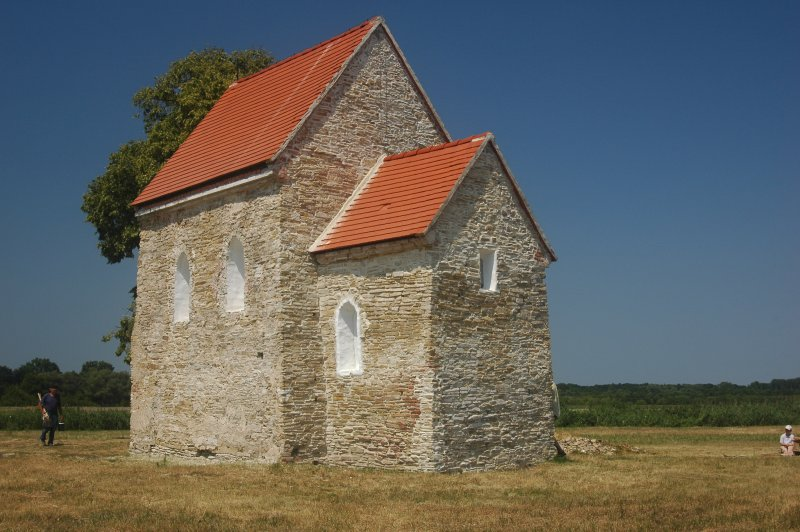
A Szent Margit-kápolna

1910-ben 2167 lakosából 2032 szlovák, 63 német, 35 magyar és 37 egyéb nemzetiségű.
A település 1911-ben a következő nemzetiségi mutatókkal rendelkezett (az anyanyelvet figyelembe véve):
- Összlakosság: 2167.
- Anyanyelv: szlovák: 2032 (93,77%), magyar: 35 (1,61%), német: 63 (2,9%), egyéb: 37 (1,7%).

A település 2000-ben a következő nemzetiségi mutatókkal rendelkezett (az anyanyelvet figyelembe véve):
- Összlakosság: 2536.
- Anyanyelv: szlovák: 2440 (96,21%), cseh: 61 (2,4%), cigány 21(0,82%), magyar: 1 (0,03%), egyéb: 11 (0,43%), nem ismert 3 (0,11%).

2001-ben 2536 lakosából 2430 szlovák volt.
2011-ben 2592 lakosából 2366 szlovák.

## Nevezetességei
- Szent István király tiszteletére szentelt római katolikus temploma 1862-63-ban épült neoklasszicista stílusban.
- A falutól délnyugatra, a vízimalomtól nem messze áll a Czobor család 18. századi sörfőzdéje.
- A Czobor család által építtetett műemlék lóistálló 1712-ben épült.
- Nepomuki Szent János szobra 1769-ben épült.
- Antiokheiai Szent Margit tiszteletére szentelt temploma az újabb dendrochronológiai vizsgálatok alapján a 10. század második felében épülhetett. Az egyik építőanyag maradványon állítólag glagolita írásjeleket fedeztek fel. A 18. századig ez volt a község plébániatemploma.[4] A kápolna 2007 óta a világörökségi javaslati listán szerepel.[5]
- Itt volt az ún. kacsafogó[6]

## Gazdasága
Az 1980-as években mintegy 100 hektáron dohányt termesztettek.

## Külső hivatkozások
- Hivatalos oldal
- A plébánia honlapja
- Nemzetiségi adatok Archiválva 2007. szeptember 27-i dátummal a Wayback Machine-ben
- A kápolna ismertetője
- Bővebb leírás a kápolnáról
- Travelatlas.sk
- Községinfó
- Kopcsány Szlovákia térképén
- E-obce.sk Archiválva 2008. szeptember 20-i dátummal a Wayback Machine-ben